# 伯耆町立日光小学校

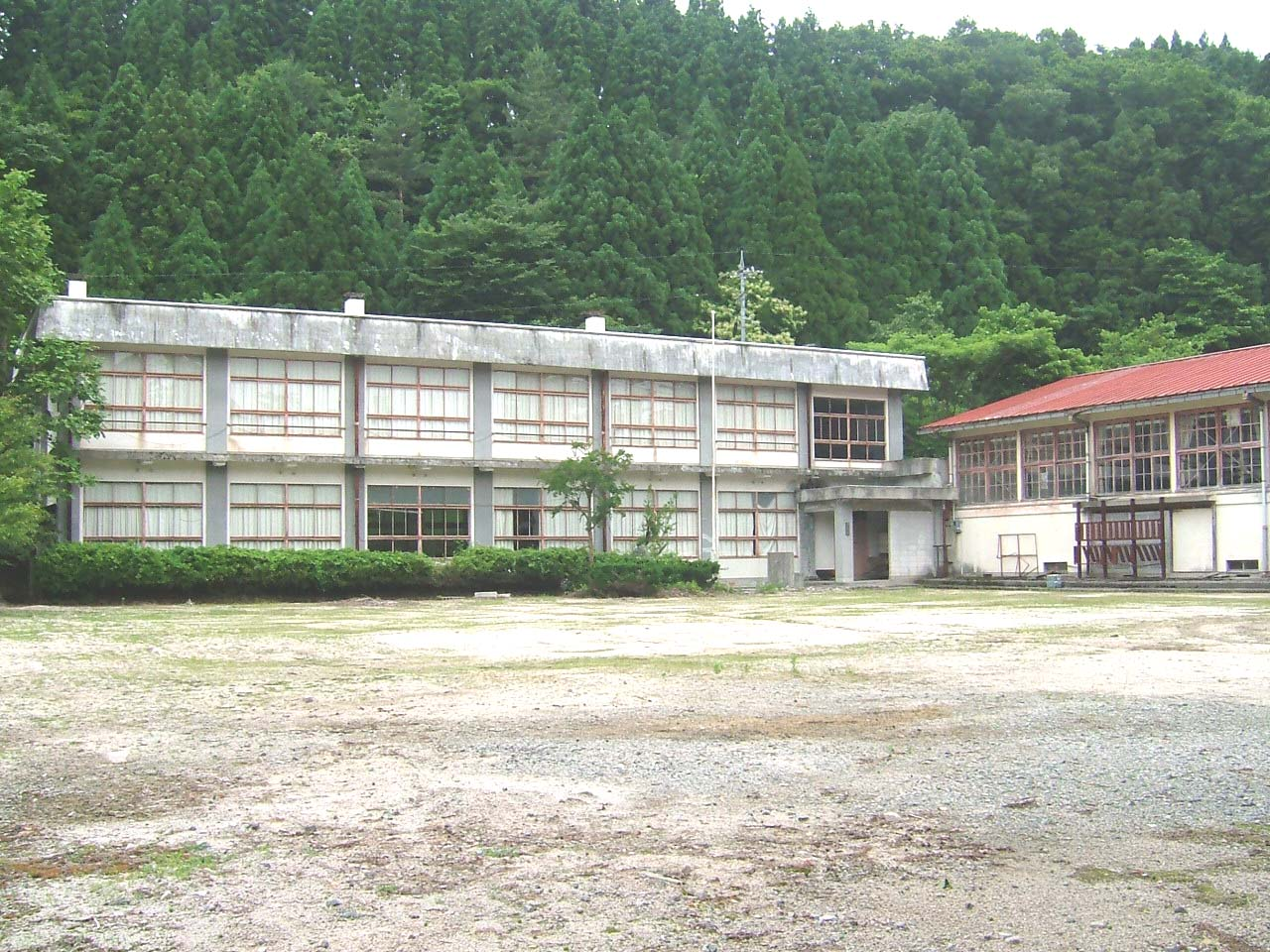
旧校舎（1996年まで使用）

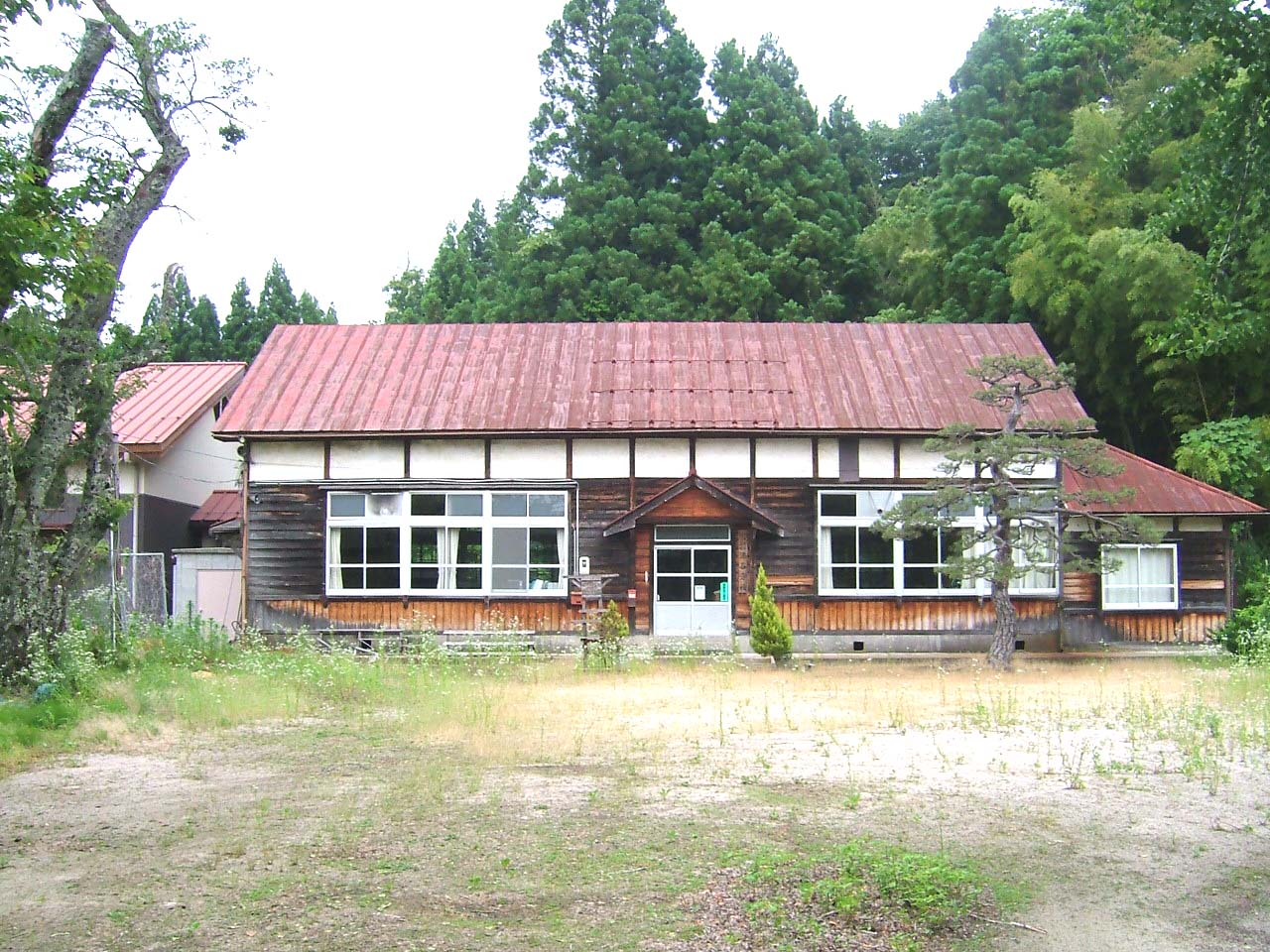
添谷分校

伯耆町立日光小学校（ほうきちょうりつ にっこうしょうがっこう）は、かつて鳥取県西伯郡伯耆町にあった公立小学校。2016年に伯耆町立溝口小学校と統合し閉校された。

## 沿革
- 1918年（大正7年）10月 - 大河原・大坂・添谷・米金尋常小学校を統合し、日光尋常高等小学校と改称。本校を吉原に置き、大河原・大坂・添谷は分校となった。
- 1923年（大正12年）9月 - 大滝字宮ノ上に新校舎を建設移転。
- 1934年（昭和9年） - 大坂分校を廃止。
- 1941年（昭和16年）4月1日 - 国民学校令により日光国民学校と改称。
- 1947年（昭和22年）4月1日 - 学制改革により日光村立日光小学校と改称。
- 1954年（昭和29年）4月 - 日光村は江府町と溝口町に分村合併し、溝口町立日光小学校と改称。大河原分校を江府町に移管。
- 1956年（昭和31年）10月 - 溝口町江府町学校組合立日光小学校と改称[3]。
- 1957年（昭和32年）4月 - 添谷分校を溝口小学校へ移管。
- 1966年（昭和41年）3月 - 校歌制定。
- 1983年（昭和58年）4月1日 - 学校組合を解消し、溝口町立日光小学校と改称[4]。
- 1987年（昭和62年）4月1日 - 添谷分校、日光小学校に復帰する。
- 1996年（平成8年）4月9日 - 栃原に校舎を移転。新校舎竣工式を挙行。
- 2004年（平成16年）10月22日 - 中国地区へき地教育研究大会で「ふるさと賛歌」を披露。[5]
- 2005年（平成17年）1月1日 - 溝口町と岸本町の合併により伯耆町発足、伯耆町立日光小学校と改称。
- 2010年（平成22年） - 添谷分校を休校。
- 2016年（平成28年）3月31日 - 閉校。

## 通学区域
- 大瀧、栃原、大坂、富江、福兼、添谷

## 進学先中学校
- 伯耆町立溝口中学校